# Yffiniac
Yffiniacⓘ (bret. Ilfinieg, gallo Finyac) – miejscowość i gmina we Francji, w regionie Bretania, w departamencie Côtes-d’Armor.
Według danych na rok 1990 gminę zamieszkiwało 3510 osób, a gęstość zaludnienia wynosiła 201 osób/km² (wśród 1269 gmin Bretanii Yffiniac plasuje się na 141. miejscu pod względem liczby ludności, natomiast pod względem powierzchni na miejscu 579.).